# Skeneoides jeffreysii
Skeneoides jeffreysii is een slakkensoort uit de familie van de Skeneidae. De wetenschappelijke naam van de soort is voor het eerst geldig gepubliceerd in 1872 door Monterosato.